# Omiodes chloromochla
Omiodes chloromochla is een vlinder uit de familie van de grasmotten (Crambidae), uit de onderfamilie van de Spilomelinae. De wetenschappelijke naam van deze soort is voor het eerst voorgesteld als Hedylepta chloromochla door Edward Meyrick in een publicatie uit 1936.
De soort komt voor in Congo-Kinshasa en Rwanda.